# 내 친구 티거와 푸
《내 친구 티거와 푸》(My Friends Tigger & Pooh) 2007년 5월 12일부터 2010년 10월 9일까지 플레이하우스 디즈니에서 방영된 3D 애니메이션 시리즈이다.

## 줄거리
내 친구 티거와 푸는 사건 해결 탐정(등장인물 목록 참고)들이 나팔이 울릴때마다 나팔을 분 사람의 문제나 고민을 해결해 준다.

## 등장인물
- 클로이 그레이스 머레츠 - 다비
- 디 브래들리 베이커 - 버스터/우드페커
- 짐 커밍스 - 곰돌이 푸/티거/비버
- 피글렛
- 이요르
- 토끼
- 루
- 히파럼프

## 같이 보기
- 내 친구 티거와 푸: 숲속의 뮤지컬